# نجمة الفارس الغوياسية
نجمة الفارس الغوياسية (الاسم العلمي:Hippeastrum goianum) هي نوع من النباتات تتبع جنس نجمة الفارس من الفصيلة النرجسية.